# 데이브 매카이
데이브 크레이그 매카이(David Craig Mackay, 1934년 11월 14일 ~ 2015년 3월 2일)는 스코틀랜드의 전 축구 선수이자 전 축구 감독이다.
스코틀랜드에서 활약하던 시절과 토트넘 홋스퍼 FC에서 뛰던 시절에는 레프트 하프 포지션에서 뛰었다. 특히 토트넘의 60년대를 함께한 그는 이 공로를 인정받아 토트넘 홋스퍼 명예의 전당에 올라와 있다. 이후 더비 카운티 FC에서 뛰면서 포지션을 스위퍼로 변경하여 3시즌간 뛴 후 스윈던 타운 FC에서 선수 겸 감독으로 1시즌 뛴 후 선수 생활에서 은퇴했다. 은퇴 이후에는 주로 잉글랜드와 중동 지역에서 감독을 하였다.
또한 그는 스코틀랜드 축구 국가대표팀으로 1958년 FIFA 월드컵 출전 명단에 포함되었으며 프랑스와의 예선 마지막 경기를 뛰었다.